# Бэбб, Крис
Крис Бэбб (англ. Chris Babb; род. 14 февраля 1990, Топика, штат Канзас, США) — американский профессиональный баскетболист, играющий на позиции атакующего защитника. Выступает за баскетбольный клуб «Бней Герцлия».

## Карьера
Бэбб родился в Канзасе. После окончания 7 класса семья Криса переехала Арлингтон, штат Техас. В соседнем Далласе его отец открыл барбекю-ресторан Babb Brothers BBQ & Blues. В Арлингтоне Бэбб стал выступать за команду школы Окриджа. Младший брат, Ник Уайлер-Бэбб также является профессиональным баскетболистом.

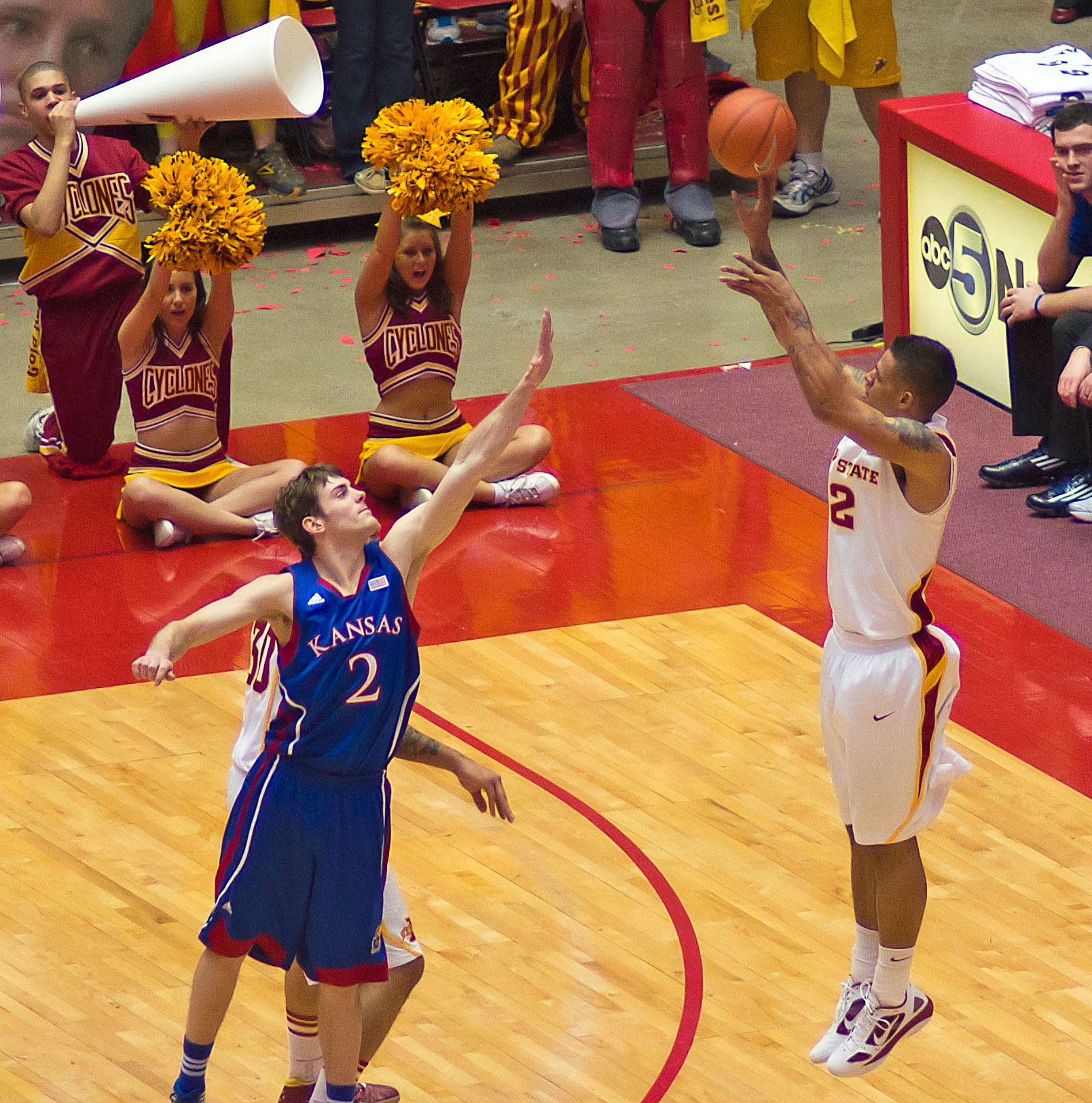
Крис Бэбб выполняет 3-очковый бросок

Сезон 2013/2014 Бэбб начинал в D-лиге в составе «Мэн Ред Клоз». В 33 матчах он набирал 12,0 очка, 6,2 подбора и 3,4 передачи в среднем за игру.
В феврале 2014 года Бэбб подписал 10-дневный контракт с «Бостон Селтикс». 11 марта года он подписал второй 10-дневный контракт. 21 марта «Бостон» объявил о подписании долгосрочного контракта с Бэббом. Приняв участие в 14 играх за «Селтикс», Крис не смог закрепиться в НБА и был отчислен из команды.
Переехав в Европу в 2015 году, Бэбб стал игроком «Ратиофарма». В первом сезоне Крис набирал в среднем больше 10 очков в Бундеслиге и Еврокубке, а в следующем году его показатели еще подросли — 11,7 очка в Еврокубке. В Бундеслиге Бэбб обновил рекорд, забив 100 трёхочковых и затратив на это 233 попытки (43% точности).
В июле 2017 года перешёл в «Локомотив-Кубань». В Единой лиге ВТБ Бэбб в среднем набирал по 8,3 очка и 2 подбора в 16 матчах. В Еврокубке Крис дошёл вместе с командой до финала, сыграв в 20 матчах, в которых набирал по 8,3 очка и 2,4 подбора.
В июле 2018 года продолжил карьеру в «Бахчешехир Колежи». В 16 матчах статистика Криса составила 5,8 очка, 2,7 подбора и 1,1 передачи.
В июле 2019 года Бэбб стал игроком «Промитеаса». В Еврокубке Крис набирал 9,8 очка, 2,6 подбора и 1,6 передачи в среднем за игру.
В 1 туре Еврокубка Бэбб разделил звание «Самого ценного игрока» с Грегом Уиттингтоном и Кенни Черри, набрав по 29 баллов эффективности. В матче против «Маккаби» (Ришон-ле-Цион) (88:55) Крис записал на свой счет 19 очков и 6 подборов.
В августе 2020 года Бэбб перешёл в «Телеком Баскетс». В 32 матчах чемпионата Германии Крис набирал 17 очков, 3,1 передачи и 2,2 подбора.
В октябре 2021 года Бэбб подписал контракт с «Бней Герцлией».
В сезоне 2021/2022 Бэбб стал обладателем Кубка Израиля. В чемпионате Израиля Бэбб стал серебряным призёром, был признан «Самым ценным игроком» по итогам двух месяцев (февраль-март) и включён в первую символическую пятёрку турнира.
В апреле 2022 года Бэбб подписал новый 2-летний контракт с «Бней Герцлией».

## Достижения
- Серебряный призёр Еврокубка: 2017/2018
- Серебряный призёр чемпионата Германии: 2015/2016
- Серебряный призёр чемпионата Израиля: 2021/2022